# Huszák Tamás
Huszák Tamás (Miskolc, 1988. október 2. –) magyar labdarúgó, 2015-től a Soroksár csapatában szerepel. Egyszeres magyar bajnok, és bajnoki ezüstérmes, egyszeres magyarkupa-győztes, valamint szuperkupagyőztes és -ezüstérmes, illetve ligakupa-ezüstérmes is. Posztját tekintve középpályás.

## Pályafutása

### Diósgyőr
A debreceni akadémián nevelkedett. Tizennégy éves korától, három évig a Debreceni VSC utánpótláscsapataiban futballozott. Profi pályafutását mégis Diósgyőrben kezdte el, 2006-ban.
Első szezonja a 2006/07-es volt. Bemutatkozó mérkőzése a magyar első osztályban, 2006. szeptember 8-án volt, a Pécs ellen. A mérkőzésen tizenegy percet játszott. A szezonban nyolc mérkőzést játszott, gólt nem szerzett. Csapatával, a kilencedik helyen zártak, míg a kupában az elődöntőben estek ki.
A második szezonját is Miskolcon kezdte el. Az őszi szezonban öt mérkőzést játszott itt, de gólt nem sikerült elérnie. 2008 februárjában, eligazolt a Debrecenhez.
Összesen tizenháromszor viselte a Diósgyőr mezét, 2006. és 2008. között.

### Debrecen
Huszák hosszútávú szerződést kötött a debreceniekkel. A bajnokságban április 11-én debütált, a Vasas ellen. Végigjátszotta a találkozót. Második mérkőzésén már meg is szerezte az első gólját is az új csapata színeiben, és a magyar első osztályban is egyben, hiszen április 19-én bevette a nyíregyháziak hálóját. Később betalált a Fehérvárnak is. Összesen hétszer szerepelt, és két gólt szerzett. Csapata második lett a bajnokságban, valamint elhódították a Magyar Kupát, és ezüstérmesként fejezték be a Ligakupát, és a Szuperkupát is. A Honvéd ellen a kupadöntőben mindkét meccsen pályán volt, de nem végig. A Fehérvár elleni igakupadöntő egyik mérkőzésén lépett csak pályára.
A következő szezonban (2008/09) csapatával szerepelhetett az UEFA-kupa selejtezőjében. A kazah, Sahter Karagandi ellen csereként állt be a második félidőben az odavágón, a visszavágón pedig a 69. percben cserélték le. Végül továbbjutottak. A következő körben, ahol kiesett a Debrecen, egyik mérkőzésen sem kapott szerepet, a svájci BSC Young Boys ellen.
A magyar bajnokságot, a felnőtt csapatnál kezdte, azonban hamar a második keretben találta magát, a másodosztályú DVSC-DEAC-nál. Végül az egész szezont itt töltötte, és tizennégy mérkőzésen lépett pályára. Öt gólt szerzett, egyet a Kazincbarcikának, és a Vecsésnek, és mesterhármast szerzett a Jászberény ellen. A felnőtt csapattal bajnokságot és szuperkupát nyert, míg a DEAC-cal a másodosztályban a második helyen végeztek.
A 2009/10-es szezonban, egy első osztályú, és két másodosztályú meccsen még pályára lépett, de ezután kölcsönadták a Diósgyőrnek.

### Diósgyőr – kölcsönben
Egy évre adták őt kölcsön, és a 8-as mezszámot kapta meg. Első mérkőzését régi-új csapatában a Pápa ellen játszotta 2009. szeptember 9-én. Érdekesség, hogy a Pápa ellen kétszer is pályára lépett a bajnokságban az őszi szezonban, hiszen mielőtt a DVTK-hoz került volna, ellenük lépett pályára még debreceniként is.

## Sikerei, díjai
Magyar bajnokság
- győztes: 2008/09
- ezüstérmes: 2007/08

Magyar Kupa
- győztes: 2008

Magyar ligakupa
- ezüstérmes: 2007/08

Magyar Szuperkupa
- győztes: 2009
- ezüstérmes: 2008

## Külső hivatkozások
- Adatlapja a HLSZ.hu-n (magyarul)